# 셸 스크립트

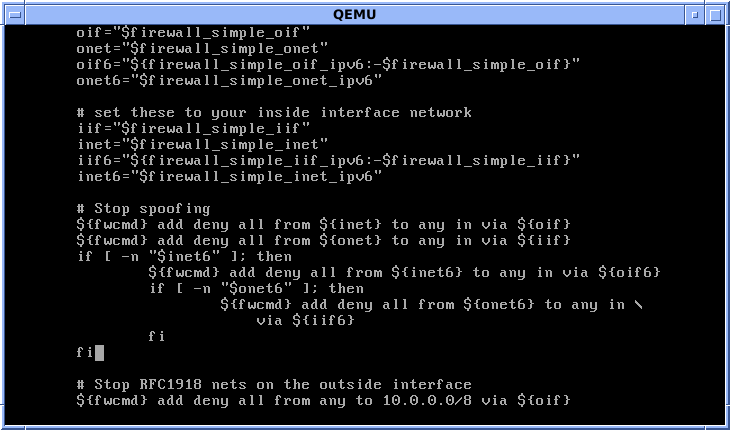
ipfirewall 구성을 위해 FreeBSD 셸 스크립트를 편집하고 있다.

셸 스크립트(shell script)는 셸이나 명령 줄 인터프리터에서 돌아가도록 작성되었거나 한 운영 체제를 위해 쓰인 스크립트이다. 단순한 도메인 고유 언어로 여기기도 한다. 셸 스크립트가 수행하는 일반 기능으로는 파일 이용, 프로그램 실행, 문자열 출력 등이 있다.
셸 스크립트라는 말은 유닉스 셸을 위해 쓰인 스크립트를 말하는 반면, command.com(도스)과 cmd.exe (윈도우) 명령 줄 스크립트는 보통 배치 파일이라고 불리지만 이 글에는 두 개의 속성 모두를 논한다.
.sh라는 파일 확장자를 가진 파일이 특정 종류의 셸 스크립트를 가리키는 것이 보통이지만, 대부분의 셸 스크립트는 파일 확장자를 지니지 않는다.

## 기능

### 바로가기
파일을 나열하는 명령어인 ls 버전을 만드는 예는 다음과 같다.
```
#!/bin/sh

LC_COLLATE
=
C
 
ls
 
-FCas
 
"
$@
"

```

여기서 셔뱅은 어느 인터프리터가 스크립트의 나머지 부분을 실행할지를 가리킨다.
다른 예는 모든 파일과 디렉터리의 목록을 출력하는 바로가기로 사용할 수 있다.
```
#!/bin/sh

clear
ls
 
-al

```

### 배치 잡
셸 스크립트를 사용하면 명령 줄 인터페이스에 수동으로 입력해야 하는 여러 명령을 자동으로 연속 실행시킬 수 있으며, 사용자가 각 단계의 시퀀스마다 일일이 기다릴 필요가 없다.
```
#!/bin/csh

echo
 
compiling...
cc
 
-c
 
foo.c
cc
 
-c
 
bar.c
cc
 
-c
 
qux.c
cc
 
-o
 
myprog
 
foo.o
 
bar.o
 
qux.o

echo
 
done
.

```

### 일반화
단순한 배치 잡들은 분리된 작업에 일반적이지만 반복, 테스트, 변수들은 사용자에게 훨씬 더 나은 유연성을 제공한다. JPEG 그림을 PNG로 변환하는 Bash(유닉스 셸의 하나) 스크립트는 다음과 같다.
```
#!/bin/bash

for
 
jpg
;
 
do
                                  
# use $jpg in place of each filename given, in turn

    
png
=
"
${
jpg
%.jpg
}
.png"
                    
# construct the PNG version of the filename by replacing .jpg with .png

    
echo
 
converting
 
"
$jpg
"
 
...
               
# output status info to the user running the script

    
if
 
convert
 
"
$jpg
"
 
jpg.to.png
 
;
 
then
      
# use the convert program (common in Linux) to create the PNG in a temp file

        
mv
 
jpg.to.png
 
"
$png
"
                 
# if it worked, rename the temporary PNG image to the correct name

    
else
                                     
# ...otherwise complain and exit from the script

        
echo
 
'jpg2png: error: failed output saved in "jpg.to.png".'
 
>
&
2

        
exit
 
1

    
fi
                                       
# the end of the "if" test construct

done
                                         
# the end of the "for" loop

echo
 
all
 
conversions
 
successful
              
# tell the user the good news

exit
 
0

```

## 장단점

### 장점
셸 스크립트를 기록하는 것은 다른 프로그래밍 언어의 같은 코드로 쓰인 것보다 훨씬 더 빠른 경우가 많다. 다른 해석 언어에 비해, 셸 스크립트는 컴파일 단계가 없기 때문에 스크립트는 디버깅을 하는 동안 빠르게 실행할 수 있다.

### 단점
셸 스크립트를 사용함으로써 몇 가지 중대한 단점이 존재한다.
1. 한 가지 단점으로는 실행되는 각 명령에 대한 잠재적으로 새로운 하부 프로세스의 수많은 필요에 따라 속도가 느려질 수 있다.
2. 단순 sh 스크립트는 다양한 종류의 유닉스, 리눅스, BSD 운영 체제, therof 버전, 시스템 유틸리티와 잘 호환된다는 장점이 있지만 더 복잡한 셸 스크립트는 셸, 유틸리티, 다른 필수 요소 간의 약간의 차이가 많은 경우 실패할 가능성이 있다. 래리 월은 다음과 같은 유명한 말을 남겼다: "셸 스크립트보다 셸을 포팅하는 게 더 쉽다"
3. 이와 비슷하게, 더 많은 복잡한 스크립트들은 셸 스크립트 언어 자체의 제한 안에서 실행할 수 있다. 이러한 제한 때문에 다양한 셸이 문제를 개선할 목적으로 고품질의 코드와 확장을 기록하기 힘들 수 있다.

## 같이 보기
- 윈도우 파워셸
- 윈도우 스크립트 호스트
- 셔뱅
- 스크립트 언어